# El Salitre
El Salitre – miasto w Ekwadorze, w prowincji Guayas, stolica kantonu Salitre.
Przez miasto przebiega droga krajowa E485. 